# Przemysław Miarczyński
Przemysław Miarczyński (Gdańsk, 26 augustus 1979) is een Poolse windsurfer en zeiler.
Miarczyński nam op 21-jarige leeftijd deel aan de Olympische Spelen 2000 in Sydney. Hij behaalde de achtste plaats in de Mistral-zeilklasse. Op de Spelen van 2004 in Athene was de vijfde plaats het resultaat. Vier jaar later eindigde hij als zestiende in de nieuwe RS:X-klasse op de Spelen van 2008 in Peking. Op zijn vierde Spelen in 2012 won Miarczyński zijn eerste Olympische medaille door als derde te eindigen.
In 2001 behaalde hij zilver op het wereldkampioenschap windsurfen. Twee jaar later werd hij wereldkampioen. In 2004 eindigde hij op een tweede plaats. In 2006 won hij brons, terwijl hij in 2007, 2010 en 2014 opnieuw het zilver won.

## Palmares
- 2000 - OS, 8e
- 2001 - WK,
- 2003 - WK,
- 2004 - OS, 5e
- 2004 - WK,
- 2006 - WK,
- 2007 - WK,
- 2008 - OS, 16e
- 2010 - WK,
- 2012 - OS,
- 2014 - WK,